# Регресионен модел
Регресионен модел е понятие от регресионния анализ.
Терминът „регресия“ е въведен от английския антрополог Франсис Галтон. С
него той нарича тенденцията родителите с по-висок ръст от нормалния да имат
деца с по-близък ръст до средния. Този факт Галтон нарекъл „regression to
mediocrity“. От съвременна гледна точка това название е неподходящо , имайки
предвид сегашния смисъл на регресионния модел, а
именно – описание на връзката между множество от входни и друго множество
от изходни величини
,
. Понякога входовете се наричат въздействия, независими
или описателни променливи/характеристики, атрибути, а ако моделът е статичен, също се
наричат фактори, регресори, предиктори и др. Изходите се наричат още:
реакции, зависими или описвани променливи/характеристики, признаци и др.
Въпреки че някои названия са взаимозаменяеми, важно е да се прави разлика
между тях. Например фактори, регресори и предиктори в динамичен регресионен
модел обикновено са изместени във времето входно-изходни величини
 (или
техни функции). Затова е желателно, когато се набляга на зависимостта на
изхода от множество променливи, те да се наричат фактори, регресори или
предиктори. Но когато става дума за външни сигнали, влияещи на описваната система и
отчетени от модела, те да се наричат входни въздействия или независими променливи.
В някои източници се прави разлика между фактор и регресор , като под регресор се има предвид променлива, която участва в модела, а фактор е реална, физическа величина. В този смисъл, ако даден фактор се трансформира, например с цел получаване на линеен по параметри модел, то трансформираната величина е регресор, а първоначалната – фактор. Естествено, ако даден фактор участва директно в модела, той е и регресор. По-долу не се прави разлика между двете понятия, защото в изложението се акцентира на типа на модела, а не на пътя, по който е получен. Още повече че често в литературата векторът на регресорите се означава с буквата {\displaystyle \varphi } (от фактори) .

## Общ вид на регресионен модел
По-долу индексът на текущото наблюдение е означен с {\displaystyle k}. Ако данните са функция на времето, то
наблюдението в предишния дискретен момент е с индекс {\displaystyle k-1}. Когато се търси
статичен модел (който не отразява динамика в поведението на обекта), подредбата на данните във времето не е определяща. Например
в набор, съдържащ еднократни (не периодично отчитани) данни за пациенти,
наблюденията може да са подредени не по времето на провеждане на
медицинските изследвания, а по азбучен ред според имената на пациентите. В този случай индексът {\displaystyle k}
отговаря на текущ пациент според въведената подредба, а не на момент от
времето.
В общ вид регресионният модел може да се запише като
{\displaystyle {\hat {y}}_{k}=f(\varphi _{k},\theta ),}
където {\displaystyle {\hat {y}}_{k}} е изходът на модела, {\displaystyle \theta } и {\displaystyle \varphi _{k}} са съответно
вектор на параметрите и вектор на регресорите, с помощта на които се описва
реакцията на обекта {\displaystyle y_{k}} в текущия момент (или отговарящ на {\displaystyle k}-тото
наблюдение, при статична система). За разлика от случая, когато входът и изходът са скаларни величини, където
броят на факторите и параметрите е еднакъв, при многомерните системи (с повече входове и/или изходи)
обикновено броят им е различен. Ако случаят е такъв, броят на факторите е означен с {\displaystyle z},
а броят на параметрите – с {\displaystyle p}.
Често регресионните модели се представят като изходът им {\displaystyle {\hat {y}}_{k}} се замени с измерения изход на
системата

, т.е.
{\displaystyle y_{k}=f(\varphi _{k},\theta )+e_{k}.}
С други думи зависимостта между изхода на системата и на модела е {\displaystyle y_{k}={\hat {y}}_{k}+e_{k}} като {\displaystyle e_{k}} е обобщен сигнал, който отразява шума от
измерване, смущенията от околната среда и несъвпадението между регресионната
функция {\displaystyle f(.)} и реалната връзка между факторите и изхода. За опростяване на
употребата на горното представяне е прието {\displaystyle e_{k}} да участва адитивно в описанието.

## Линеен по параметри модел в общ вид
В много случаи с подходящи трансформации на факторите и/или на изхода
регресионните модели може да се представят в линеен по параметри вид.
Това позволява прилагането на линейната теория, която е добре развита и предлага унифицирани решения, както за изграждане на модела, така и за неговото използване. В някои източници
,

под „линеен“ се разбира модел, изходът на който е линейна функция на параметрите, докато в
,  и др., ако моделът е линеен, то изходът му зависи линейно от входа. По тази причина, ако изходът на модел е линеен по параметри, в статията това изрично се указва.
По-долу се използват съкращенията:
- MIMO (Multiple Input Multiple Output) – за модел с много входове и много изходи (многомерен модел)
- MISO (Multiple Input Single Output) – за модел с много входове и един изход (многомерен модел)
- SISO (Single Input Single Output) – за модел с един вход и един изход (едномерен модел)

### MIMO модел
В едномерния случай линейният по параметри (SISO) модел може да се
запише така:
{\displaystyle y_{k}=\varphi _{k}^{T}\theta +e_{k}.}
Тук {\displaystyle \theta } и {\displaystyle \varphi _{k}} са вектори с еднаква размерност, а {\displaystyle y_{k}} и {\displaystyle e_{k}}
са скаларни величини.
Когато системата е с повече изходи, т.е. {\displaystyle y_{k}\in {\mathcal {R}}^{\ell }},
тъй като отдясно на равенството се
намира вектор, то и резултатът от произведението на факторите и параметрите
също трябва да е вектор, отговарящ на изхода {\displaystyle {\hat {y}}_{k}} на многомерния
модел. Това означава, че горното умножение трябва да се извърши между
матрица и вектор, както е показано на фигурата. Така възникват две групи представяния на линейните по параметри MIMO регресионни модели записани в общ вид
,
. При едното параметрите се подреждат във вектор, а факторите – в матрица с
подходяща структура, докато при другото представяне факторите са във вектор,
а параметрите в матрица. Първият запис на MIMO модел в общ вид е
{\displaystyle y_{k}=\phi _{k}\theta +e_{k},}
където векторът {\displaystyle \theta \in {\mathcal {R}}^{p}} се състои от параметрите
на модела, а матрицата {\displaystyle \phi _{k}\in {\mathcal {R}}^{\ell \times p}} съдържа
стойностите на регресорите, описващи изхода на системата в текущия момент.
Другото представяне е
{\displaystyle y_{k}=\Theta ^{T}\varphi _{k}+e_{k},}
при което параметрите са подредени в матрицата {\displaystyle \Theta \in {\mathcal {R}}^{z\times \ell }}, а векторът {\displaystyle \varphi _{k}\in {\mathcal {R}}^{z}}
съдържа стойностите на регресорите
,
,
,
,

. На пръв поглед няма значение как се
формира {\displaystyle {\hat {y}}_{k}} – и в двата случая изходът е линейна функция на
параметрите и на факторите. Въпреки това горните две представяния са свързани с различни особености, които са важни още на ниво уточняване на структурата на модела.
Възможни структури на матриците и векторите в общите записи, както и предимствата и недостатъците на представянията са разгледани подробно в .

### MISO и SISO модели
Когато моделът е с един изход, регресорите и параметрите е удобно да се
групират във вектори и в този случай общото представяне е
{\displaystyle y_{k}=\varphi _{k}^{T}\theta +e_{k}.}
То не се отличава от вече показаното описание на SISO моделите. Съответно
изходът, изчислен от модела, е
{\displaystyle {\hat {y}}_{k}=\varphi _{k}^{T}\theta .}
При наличие на повече входове, двата вектора се разширяват с необходимия брой параметри и регресори.

### Представяне на нелинейни модели в линеен по параметри вид
Представянето, дори и понякога изкуствено, на различни модели в общ вид дава възможност да се извеждат
общи оценители на параметри, общи методи за избор на структурата ми и др. Освен
това съществен момент е, че параметрите и регресорите във вида, представен на фиурата, са в отделни матрици и вектори, а това улеснява извеждането на съответните алгоритми.

## Нелинейни по параметри модели
Под нелинейни модели се има предвид такива, които не може да се представят в линеен по параметри вид.
Също така, в някои източници

, когато се набляга на връзката между входните и изходните величини, ако тя е нелинейна, такъв модел също се нарича нелинеен, независимо дали изходът е линейна функция на параметрите. Например нека изходът на модела е
{\displaystyle {\hat {y}}_{k}=\theta _{1}y_{k-1}^{2}+\theta _{2}\ln u_{1,k-1}+\theta _{3}e^{u_{2,k-1}}.}
Той може да се запише като
{\displaystyle {\hat {y}}_{k}=\varphi _{k}^{T}\theta ,}
където {\displaystyle \theta =\left[\theta _{1}~~\theta _{2}~~\theta _{3}\right]^{T}}, {\displaystyle \varphi _{k}=\left[y_{k-1}^{2}~~\ln u_{1,k-1}~~e^{u_{2,k-1}}\right]^{T}}. Както се
вижда, нелинейният модел (като връзка между входа и изхода) е линеен по параметри, а за привеждането му в този общ вид към
първоначалните фактори се прилагат нелинейни трансформации. В резултат на това се получават новите фактори във вектора {\displaystyle \varphi _{k}}.
За да се разграничат двата случая, когато {\displaystyle {\hat {y}}_{k}} зависи нелинейно от {\displaystyle \theta }, изрично ще се указва, че моделът е нелинеен по параметри.
Въпреки удобствата, които предлага линейната теория, има области, където тя е неприложима. Нелинейните по параметри модели не може да се представят във вид, който да позволи унифицирането на задачата за построяване на модел, както и неговото използване. Например оценяването на парамерите на такъв модел е свързано с методи за числена оптимизация. Освен това, ако обектът участва в по-сложна система (например система за управление), нелинейността на неговото описание често е причина за наличието на други нелинейни елементи в системата като нелинеен регулатор, нелинейни компенсиращи звена и т.н. Това значително усложнява, както синтеза, така и анализа на системата за управление.

### Пример: логистичен модел
Един често използван нелинеен модел в практиката е логистичният. Той се използва във финансите

, медицината

, автоматиката – за откриване на повреди, в психологията

и др.). За описание на свойствата на модела е представен вариант с един изход. MISO логистичният модел има вида
{\displaystyle y_{k}={\tfrac {1}{1+e^{-\varphi _{k}^{T}\theta }}}+e_{k}.}
Моделът намира приложение, когато изходът на обекта има смисъл на вероятност. Например в системите за оценка на кредитния риск

{\displaystyle y_{k}} приема стойности между 0 и 1 (0 – „лош“, 1 – „добър“ кредитополучател). В този случай предствянето като линейна по параметри функция
{\displaystyle {\tilde {y}}_{k}=\ln {\tfrac {y_{k}}{1-y_{k}}}=\varphi _{k}^{T}\theta +e_{k},}
не е подходящо, тъй като ако оригиналният изход е 0, то {\displaystyle {\tilde {y}}_{k}=-\infty }, а когато {\displaystyle y_{k}=1}, трансформираният изходен сигнал {\displaystyle {\tilde {y}}_{k}=\infty }. Затова моделът не се представя в линеен по параметри вид, а се разглежда като нелинеен регресионен модел. Това води до усложняване на процеса на моделиране, както и на използването и анализа на модела (в сравнение с линейните по параметри модели).